# 荻野直信
荻野 直信（おぎの なおのぶ）は、安土桃山時代の武将。通称は悪七郎。丹波黒井城主・荻野直正の後継者で、『赤井先祖細記』によるとその長子という。

## 略歴
天正6年（1578年）3月、生家である赤井家を補佐してきた荻野直正が死去した。直正は生前、織田信長の家臣・明智光秀により居城の黒井城を攻められて撃退し（第一次黒井城の戦い）、その後、甥の赤井忠家と共に信長に詫言を伝え、赦免されている。その一方で、直正は信長と敵対する本願寺や武田勝頼、吉川元春らと連絡を取っていた。
直正の跡を継いだ直信は、直正の頃と同様、赤井氏と連携する体制を取っていたとみられる。天正6年（1578年）6月、直信は赤井忠家や波多野秀治と結び、「明智領分」で戦って勝利を収めた（「牛尾家文書」）。この明智領分は、明智光秀が亀山城を築城した桑田郡と推測される。また、このことを古志重信に伝える吉川元春の書状において、直信は「荻悪七」と記されている。翌天正7年（1579年）6月には、直信は黒井城北側の城下にあたる白毫寺に対して諸役免除等の条々を発給しており、地域に権限を有していた様子がうかがえる（「白毫寺文書」）。
天正7年（1579年）6月、明智光秀により波多野氏の八上城が落城し（八上城の戦い）、同年8月、黒井城も光秀に攻められ、落城した（第二次黒井城の戦い）。
『赤井家譜』によると、丹波を退去した直正の嫡男「悪七郎直照」は、安芸国の毛利氏のもとに身を寄せたという。天正10年（1582年）に光秀が滅びた後、羽柴秀吉から丹波に3,000石を与えられ、悪七郎は氷上郡に帰住した。その後、謀反の企てがあると秀吉に告げる者がおり、天正12年（1584年）1月19日、初春を祝うために秀吉の居城に赴く途上、山城国山崎にて討たれたとされる。この時19歳だったという。
悪七郎直照が討たれたとされる天正12年（1584年）、羽柴秀吉と徳川家康が合戦を行っているが（小牧・長久手の戦い）、この時、直正の弟の芦田時直が家康方として丹波で挙兵している。これに際し、時直は直正の子息の取り立てを計画しており、時直との取次を担当した家康の家臣・本多忠勝がそれを支持していた。
なお、『赤井伝記』や『丹波志』などでは「悪七郎」は直正の弟の名とされ、幼少の直正の嫡子に代わって直正の遺跡を継いだ、または陣代を務めたとされる。『丹波戦国史』は、直正の生前に長男・直照が死去していたため二男の直義が直正の跡を継いだとし、赤井悪七郎直信とも名乗った直正の弟・赤井刑部幸家がそれを後見したとしている。